# Giuda me
Giuda me è un singolo del rapper italiano Caparezza, pubblicato il 9 agosto 2004 come quinto estratto dal secondo album in studio Verità supposte.

## Descrizione
Giuda me è un calembour di «giù da me» e cita avvenimenti legati al «giù», cioè ai problemi del Mezzogiorno, e ironizza sul governo Berlusconi II: si può infatti ascoltare ripetutamente il termine «cavaliere» (campionato da un film di Totò), appellativo dato all'allora presidente Silvio Berlusconi da parte dei mass media.

## Tracce
CD promozionale (Italia)
1. Giuda me (Album Version) – 3:30
2. Giuda me (Clean Version) – 3:30

Download digitale
1. Giuda me – 3:30

## Formazione
Musicisti
- Caparezza – voce, Triton, MPC
- Alfredo Ferrero – chitarra
- Carlo Rossi – arpa malgascia
- Gaetano Camporeale – Triton arabeggiata

Produzione
- Carlo U. Rossi – produzione, arrangiamento, missaggio
- Antonio Baglio – mastering